# کتاب مقدس

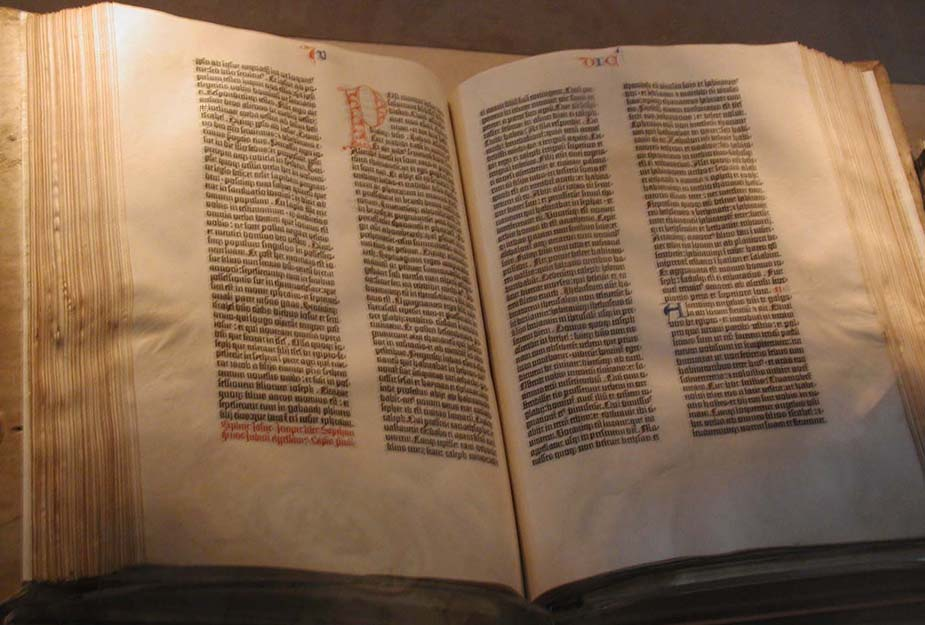
تصویری از کتاب مقدس گوتنبرگ

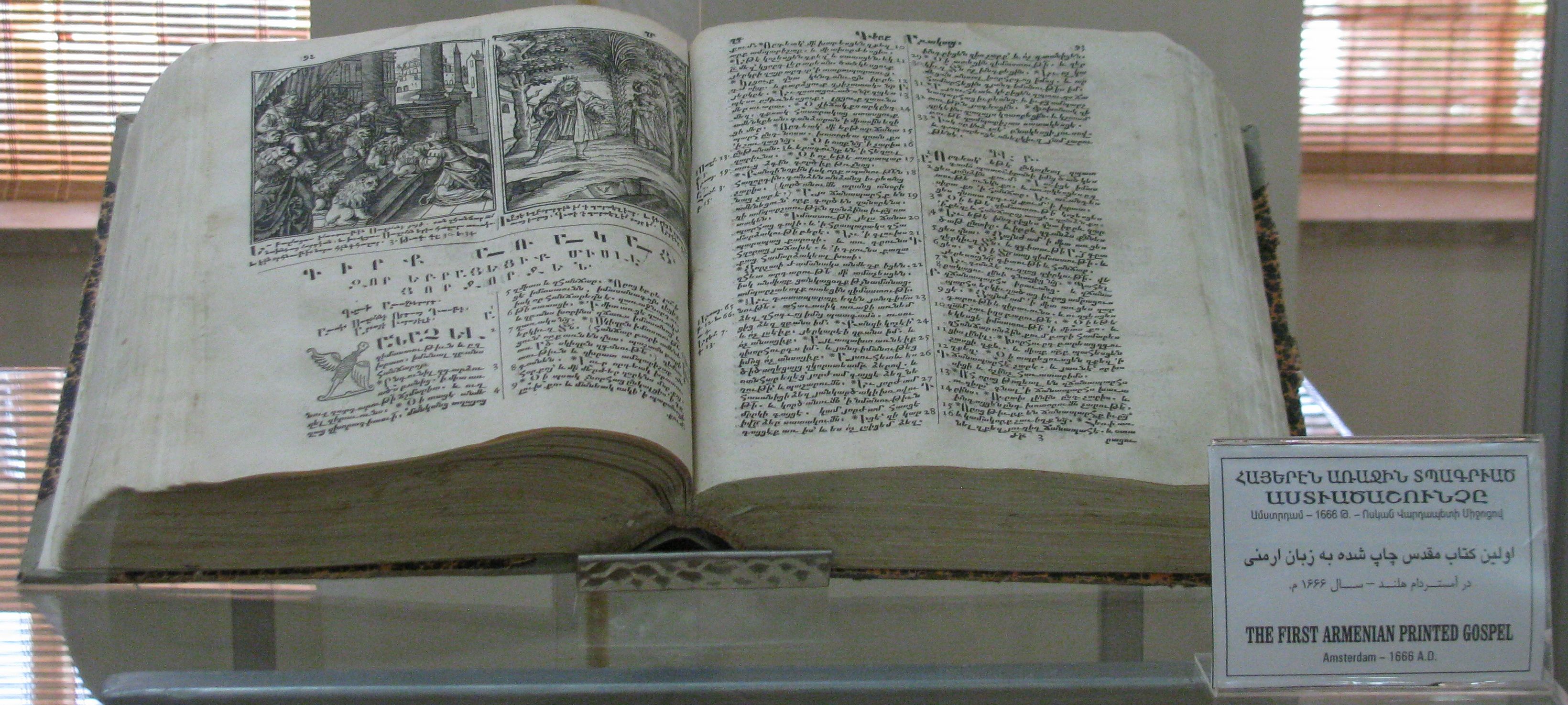
اولین کتاب مقدس چاپ‌شده به زبان ارمنی در آمستردام هلند. سال ۱۶۶۶ میلادی. موزهٔ کلیسای وانک اصفهان

کتاب مقدس، عهدین، یا بایبِل (به انگلیسی: The Bible) اشاره به مجموعهٔ کتاب‌های مقدس مسیحیان، یهودیان، سامریان و چندی دیگر از ادیان دارد.
کتاب مقدس مسیحیان، به دو بخش عهد عتیق و عهد جدید تقسیم می‌شود که شامل ۶۶ کتاب معتبر است. عهد عتیق از ۳۹ کتاب و عهد جدید از ۲۷ کتاب تشکیل شده است. هر بخش از تورات عهد عتیق را یک سِفر و برخی دیگر از کتب عهد عتیق را کتب پیامبران، امثال و حکم، مزامیر داوود و سلیمان می‌دانند. عهد جدید نیز چهار انجیل قانونی (Canonical یا معتبر)، رسالات حواریون مسیح و کتاب مکاشفه را دربر گرفته است.
یهودیان تنها عهد عتیق را به‌عنوان کتاب آسمانی یا همان کتاب مقدس قبول دارند، در حالی که دین مسیحیت انجیل‌های اَربعه (انجیل‌متی، انجیل‌مرقس، انجیل‌لوقا، انجیل یوحنا) و رساله‌های رسولان مسیح را نیز تحت عنوان عهدجدید و در کنار عهدعتیق، جزو کتاب آسمانی و یا همان کتاب مقدس خداوند می‌داند. برخی از فرقه‌های ناشناس که خود را مسیحی می‌خوانند، عهد عتیق را به‌عنوان کتاب مقدس قبول ندارند و آن را تحریف‌ شده می‌دانند. «بوگومیل‌ها» از این دسته‌اند که از نظر تعریف عبارت «مسیحی» در مورد مسیحی بودن این فرقه باید تردید داشت؛ زیرا کتاب‌های عهد جدید، همگی بر پایهٔ کتاب‌های عهد عتیق و مسیحیت رسمی از قرن اول میلادی همواره کتب عهد عتیق را متن مقدس دانسته است.

## تَنَخ
نسخهٔ مورد اجماع تنخ به «متون مسّوره‌ای» معروف است که قدیمی‌ترین نسخهٔ آن متعلق به قرن نهم میلادی است. نام تنخ (תנ"ך) با استفاده از حروف نخست تورات (شریعت)، نوییم (انبیا) و کتوویم (مکتوبات) شکل گرفته است. بیشتر بخش‌های تنخ به عبری نوشته شده‌اند، اما برخی بخش‌ها (قسمت‌هایی در کتب عزرا، ارمیا و دانیال) به آرامی هستند.

### تورات

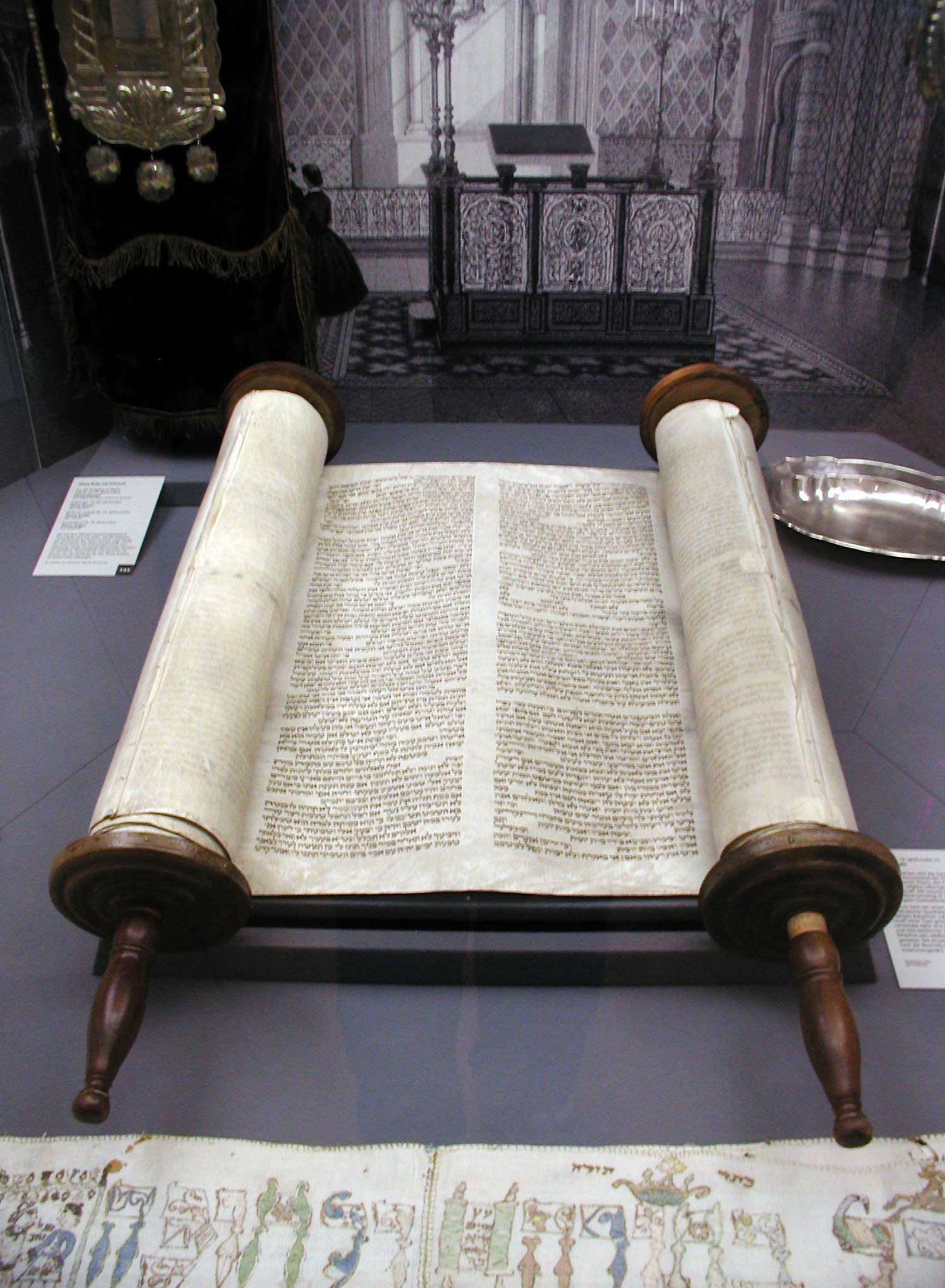
نسخه‌ای از تورات در شهر کلن

نوشتن تورات (תּוֹרָה) که به «اسفار پنج‌گانه» نیز معروف است، به‌صورت سنتی به موسی منسوب بوده اما از قرن نوزدهم محققانی مثل یولیوس ولهاوزن آن را زیر سؤال بردند و به این مسئله اشاره کردند که تورات میان قرون نهم تا پنجم قبل از میلاد با استفاده از اسناد قدیمی‌تر (فرضیهٔ مستند) شکل گرفته است. امروزه مورد توافق محققان است که تورات توسط چندین نویسنده مختلف در دورهٔ هخامنشی نوشته شده است.
تورات فعلی از پنج کتاب تشکیل شده است؛ محققان در این زمینه نیز توافق نظر دارند که چهار کتاب اول آن، در روندی مستقل از کتاب پنجم شکل گرفته‌اند. کتاب‌های تورات از این قرار است:
- پیدایش، بریشیث (בראשית)
- خروج، شموت (שמות)
- لاویان، ویکره (ויקרא)
- اعداد، بمیدبر (במדבר)
- تثنیه، دوریم (דברים)

یازده باب ابتدایی پیدایش روند خلقت جهان و رابطهٔ یهوه با بشریت در آغاز (مثل نابودی انسان‌ها در جریان طوفان نوح) را توضیح می‌دهد. احتمالاً این ۱۱ باب را در دورهٔ متأخرتر به کتاب افزوده‌اند تا نقش مقدمهٔ کتاب را داشته باشد. ۳۹ باب بعدی پیدایش، به روایت عهدی که میان یهوه و نیاکان اسرائیل (ابراهیم، اسحاق، یعقوب و فرزندان اسرائیل به‌خصوص یوسف) بسته شد، می‌پردازد. توضیح می‌دهد که چگونه یهوه به ابراهیم دستور داد خانه و خانوادهٔ خودش در شهر اور را ترک کند تا در کنعان ساکن شود و چگونه فرزندان اسرائیل راهی مصر شدند. چهار کتاب دیگر، داستان موسی که گفته شده قرن‌ها بعد از نیاکان اسرائیل زیست را روایت می‌کنند. موسی در این کتب، بنی‌اسرائیل را از بندگی در مصر می‌رهاند و آنان را به کوه سینا رهبری می‌کند تا آنجا از نو با یهوه عهد ببندند. سرانجام در بیابان سرگردان می‌شوند تا نسل تازه‌ای که حاضر است در حمله به کنعان (ارض موعود) شرکت کند، متولد شود. تورات با مرگ موسی به پایان می‌رسد. محققان اتفاق نظر دارند که داستان از خروج بنی‌اسرائیل از مصر از نظر تاریخی صحیح نیست زیرا بنی‌اسرائیل در کنعان شکل گرفته‌اند و ریشه‌های کنعانی دارند.

### نوییم
نوییم (عبری: נְבִיאִים‎، آوانگاری: Nəḇî'îm، به معنای انبیاء) دومین قسمت تنخ است. نوییم به دو بخش تقسیم می‌شود: انبیای متقدم و انبیای متأخر. انبیای متقدم حاوی کتب یوشع، داوران، سموئیل و پادشاهان است. انبیای متأخر نیز شامل اسفار اشعیا، ارمیا، حزقیال و ۱۲ پیامبر صغیر است.
نوییم حاوی روایت ظهور شکل‌گیری پادشاهی عبرانیان و تقسیم آن به دو بخش پادشاهی یهودا و پادشاهی شمالی اسرائیل است و به منازعات اسرائیلیان و دیگر ملل و همچنین جنگ‌های داخلی میان بنی‌اسرائیل (به‌خصوص بین پرستندگان یهوه و پرستندگان خدایان خارجی) می‌پردازد و اعمال ناعادلانهٔ رهبران بنی‌اسرائیل را نقد می‌کند که در این انتقادات، انبیاء نقشی اساسی دارند. نوییم نهایتاً با فتح پادشاهی اسرائیل توسط آشوری‌ها و فتح پادشاهی یهودا توسط بابل و تخریب معبد اورشلیم به پایان می‌رسد.
انبیای متقدم
روایت انبیای متقدم از زمان مرگ موسی و انتخاب یوشع به جانشینی او آغاز می‌شود؛ یوشع سپس بنی‌اسرائیل را در حمله به ارض موعود رهبری می‌کند. این بخش نهایتاً با آزادی آخرین پادشاه یهودا از زندان بابلیان به پایان می‌رسد.
- فتح کنعان به رهبری یوشع (در کتاب یوشع)
- تقلای اسرائیلیان برای مالکیت بر ارض موعود (در کتاب داوران)
- درخواست بنی‌اسرائیل از یهوه برای اینکه به ایشان پادشاهی دهد که در مواجهه با دشمنان مالکیت ارض موعود را از دست ندهند (در کتب سموئیل)
- حکومت اسرائیلیان بر ارض موعود تحت سلطنت پادشاهان سلسله داوود؛ نهایتاً فتح سرزمین توسط خارجیان و اسارت تبعید یهودیان به بابل (در کتب پادشاهان)

انبیای متأخر
انبیای متأخر به دو بخش تقسیم شده‌اند؛ انبیای کبیر به نام‌های اشعیا، ارمیا، حزقیال و دانیال و انبیای صغیر که در یک کتاب است اما در عهد عتیق مسیحی به دوازده کتاب تقسیم شده‌است. فهرست انبیای صغیر از این قرار است:
- هوشع (הושע)
- یوئیل (יואל)
- عاموس (עמוס)
- عوبدیا (עבדיה)
- یونس (יונה)
- میکاه (מיכה)
- ناحوم (נחום)
- حبقوق (חבקוק)
- صفنیا (צפניה)
- حجی (חגי)
- زکریا (זכריה)
- ملاکی (מלאכי)

### کتوویم
کتوویم (כְּתוּבִים‎) سومین و آخرین بخش تنخ است. باور یهودیان بر این است که کتوویم تحت نظارت روح‌القدس نوشته شده اما اهمیت آن‌ها از کتب انبیا کمتر است. کتوییم شامل مزامیر، امثال سلیمان، ایوب، غزل غزل‌ها، روت، مراثی، جامعه، استر، دانیال، عزرا–نحمیا و تواریخ است.

## عهد جدید
نام این بخش به یک پیمان اشاره دارد که آغازگر دورهٔ جدیدی از ارتباط خداوند با انسان است. خداوند طبق این پیمان، شریعتی را که از طریق موسی عطا کرده بود برداشت، و ایمان به مسیح را شرط بخشایش گناهان انسان و رستگاری او قرار داد. نشانه و در حقیقت اصل محوری این پیمان، بخشش کلیهٔ گناهان به واسطهٔ قربانی شدن عیسی مسیح (یعنی صورت بشری خداوند) است. عهد جدید چهار انجیل قانونی (متی، مرقس، لوقا، یوحنا) کتاب اعمال رسولان، نامه‌های رسولان مسیح و کتاب مکاشفه را در بر می‌گیرد. قدمت تمامی این آثار به قرن ۱ میلادی می‌رسد. درل باک عهدِ جدید پژوه معاصر ارزش این متون را به دلیل نگارندگان آن‌ها و زمان نگارششان می‌داند.

### انجیل‌های چهارگانه
چهار انجیل در واقع چهار روایت از زندگی عیسی است. این چهار کتاب که توسط نویسندگان ناشناس نوشته شده‌اند و به چهارتن از یاران مسیح (متی (یکی از حواریون مسیح)،لوقا (شاگرد پولس) ، یوحنا (یکی از حواریون مسیح) و مرقس (پسرعموی برنابا)) منسوب هستند، دارای قسمت‌های مشترک بسیاری هستند اما تفاوت‌هایی نیز دارند. مسیحیان این چهار کتاب را «مانند چهار تصویر از مسیح ولی از زوایای مختلف» توصیف می‌کنند.

### کتاب اعمال رسولان
پس از برخاستن عیسی مسیح از مرگ (زنده شدن دوباره او) و سپس عروج او به آسمان، برای رسولان او (حواریون) و سپس شاگردان مسیح (که بعدها مسیحی نامیده شدند)، اتفاقات زیادی رخ داد؛ که از آن جمله: پیوستن «متیاس» به جمع حواریون (که پس از خودکشی یهودای اسخریوطی یازده نفره شده بودند)، نازل شدن روح‌القدس در روز عید پنطیکاست (یکی از اعیاد یهودیان) بر دوازده نفر حواری عیسی مسیح، شهادت استیفان یکی از شاگردان وفادار مسیح (سنت استفان)، ماجرای ایمان‌دار شدن پولس قدیس و آغاز مأموریت بشارتی او برای غیر یهودیان و . . .
شرح این حوادث در کتاب اعمال رسولان و به دست «لوقا» (یکی از حواریون مسیح و نویسندهٔ یکی از انجیل‌های چهارگانه) نگاشته شده‌است.

### رساله‌ها (نامه‌ها) ی حواریون مسیح
نوایمانان مسیحی و کلیساهای نوبنیاد در ابتدای گسترش مسیحیت، به خاطر نبودن راهنمایی‌های ایمانی لازم و وجود مخالفان بسیار، دچار مشکلات عمده‌ای می‌شدند؛ که از آن جمله: مسائل مربوط به مراسم نیایش و چگونگی برگزاری آن، پیدا شدن پیشوایان دروغین، آزار، اذیت، شکنجه، تهدید و حتی قتل ایمان‌داران توسط متعصبین یهود، بت‌پرستان و سایر فرقه‌های مذهبی و گاهی مأموران رومی و … هدف از نگارش این نامه‌ها، هدایت این نوایمانان، یادآوری و تبیین مفاهیم کتاب مقدس و مطلع شدن از رویدادهای مناطق مختلف بود.

### کتاب مکاشفهٔ یوحنا
این کتاب شرح سفری است که یوحنای قدیس در رؤیا و به هدایت روح‌القدس در آن به عرش خداوند دارد و در آن به توصیف عرش خداوند و جایگاه مسیح و پیش‌بینی وقایع آخر الزمان می‌پردازد. اکثر قسمت‌های «مکاشفه»، به زبان سمبولیک و رمزی نوشته شده و دارای مفاهیم عمیقی است؛ لذا نباید آن را مانند سایر کتب عهد جدید به‌طور تحت‌اللفظی معنی کرد. کتاب احتمالاً در سال‌های ۹۰–۹۵ میلادی توسط یوحنا نوشته شده. در این کتاب وقایعی چون «گشوده شدن مهرها» «بلاها» «ظهور دو وحش» «ظهور پر جلال مسیح» و «آسمان و زمینی جدید» پیشگویی شده‌اند.

### نسخ خطی عهد جدید

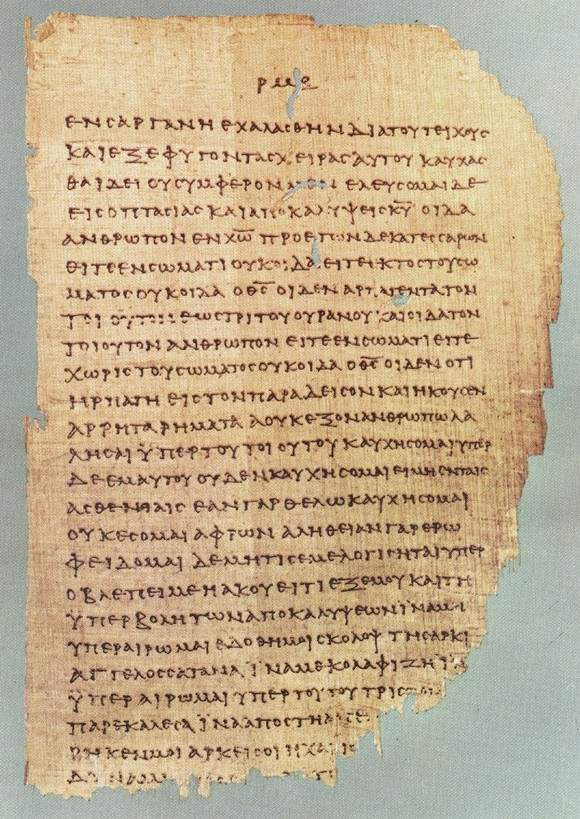
برگی از پاپیروس‌های چستربیتی که شامل دوم قرنتیان ۱۱:۳۳–۱۲:۹ می‌باشد

در حال حاضر ۵۶۸۶ نسخه با زبان اصلی (یونانی) و در کل ۲۴۹۷۰ نسخهٔ خطی از عهد جدید موجود می‌باشند. پیترز (فرانسیس ادواردز پیترز) اظهار می‌دارد که «اگر فقط سنت نسخ خطی را در نظر بگیریم، کتاب‌های که عهد جدید را تشکیل می‌دهند، بیش از هر کتاب دیگری در دوران باستان نسخه‌برداری شده و در گردش بوده‌است.»
جی. هارولد گرینلی (J. Harold. Greenlee) می‌نویسد: «تعداد نسخ خطی موجودِ عهد جدید به گونه‌ای حیرت‌انگیز بیش از هر اثر ادبی دوران باستان می‌باشد… در مقایسه با سایر آثار ادبی باستان، قدیمی‌ترین نسخهٔ خطی موجودِ عهد جدید متعلق به دوره‌ای بسیار نزدیک‌تر به تاریخ نگارش متن اولیه می‌باشد.»
قدیمی‌ترین نسخ برجای‌مانده از عهد جدید، پاپیروس‌هایی می‌باشند که قدمت برخی به ۵۰ تا ۱۰۰ سال پس از اتمام نگارش قانون (کانن) عهد جدید (یعنی حدود قرن دوم میلادی) می‌رسد. از جملهٔ آن‌ها پاپیروس‌های اکسیرینکوس که بخش اعظمی از پاپیروس موجود عهد جدید را تشکیل می‌دهند- پاپیروس‌های بادمر که شامل بخش‌های مهمی از انجیل یوحنا، انجیل لوقا، انجیل متی، اعمال رسولان، ۲ رسالهٔ پطرس، ۳ رسالهٔ یوحنا، و رسالات یعقوب و یهودا می‌باشند — و پاپیروس‌های چستربیتی از مهم‌ترین اکتشافات کتاب مقدس پس از نسخهٔ سینایی — می‌باشند.